# Арон Сікурел
Аро́н (Аарон) Ві́ктор Сікурел (англ. Cicourel; 29 серпня 1928 — 22 липня 2023) — американський етнометодолог, основоположник когнітивної соціології.

## Біографічні відомості
Після отримання ступеня бакалавра та магістра в Каліфорнійському університеті в Лос-Анджелесі та ступеня доктора філософії в Корнельському університеті, А. Сікурел був викладачем-асистентом (англ. Assistant Professor — доцентом) Північно-Західного університету, викладачем-асистентом та ад'юнкт-професором (англ. Associate Professor) Каліфорнійського університету у Ріверсайді, «запрошеним» професором (англ. Visiting Professor) в університеті Буенос-Айреса в Аргентині, викладачем кафедри соціології та асоційованим соціологом-дослідником в Центрі з вивчення закону і суспільства в Каліфорнійському університеті в Берклі, «запрошеним» професором в Колумбійському університеті, професором соціології в Каліфорнійському університеті в Берклі, професором соціології в Каліфорнійському університеті в Санта-Барбарі, професором в Школі медицини та факультеті соціології в Каліфорнійського університету в Сан-Дієго, і професором-дослідником (англ. Research Professor) когнітивної науки в останній установі.
Сікурел був стипендіатом від Фундації Рассела Сейджа, навчаючись в аспірантурі в Медичному центрі Каліфорнійського Університету в Лос-Анджелесі; стипендіатом від Національного наукового фонду, навчаючись у докторантурі в Лондонському університеті в Англії, стипендіатом Гуггенхайма в Мадридському університеті в Іспанії, був викладачем по Програмі Фулбрайта в Бразилії й Іспанії. У листопаді 2007 року він був удостоєний звання почесного доктора в Університеті Фрайбурга, а в 2008 році був удостоєний звання почесного доктора університету Комплутенсе в Мадриді.
Сікурел працює почесним професором соціології в Каліфорнійському університеті в Сан-Дієго, спеціалізується на соціолінгвістиці, медичних комунікаціях, прийнятті рішень і дитячій соціалізації. Він був обраний членом Американської академії мистецтв і наук, Американської асоціації сприяння розвитку науки.

## Когнітивна соціологія
На погляди А. Сікурела, особливо на початку його кар'єри, справили значний вплив ідеї Альфреда Шюца, Ервінга Ґофмана та Гарольда Ґарфінкеля. Він визначає соціологію як науку, яка шукає відповіді на питання: яким чином ми осмислюємо своє оточення соціально прийнятним способом? А. Сікурел є засновником та основним представником когнітивної соціології. Його однойменна праця (англ. Cognitive Sociology:  Language and Meaning in Social Interaction) була опублікована в 1973 р. В ній було зроблено спробу збагатити етнометодологічний підхід досягненнями когнітології кінця 60-х років 20 століття. Книга присвячена, в-основному, проблемам розуміння буденної мови, а також, ролі невербальних комунікацій у повсякденному спілкуванні. Продовжуючи дослідження цієї тематики, Сікурел широко використовував методи когнітивної лінгвістики, теорії штучного інтелекту, математичного моделювання.
Когнітивна соціологія виявляє потрійний інтерес — до мови, значення й знання. Головними для когнітивної соціології є такі поняття:
- методи (процедури) інтерпретації, що мають на меті пов'язати ідеї феноменологів й етнометодологів і співвіднести їх з роботами, що стосуються набуття та використання мови, пам'яті й уваги, або взагалі з усім тим, що відноситься до області обробки інформації;
- інтеракційна компетентність дозволяє уточнити відношення між когнітивними процесами, появою контекстів і нарративними словниками.

### Процедури інтерпретації
У роботі «Метод і вимірювання в соціології» (англ. Method and Measurement in Sociology, 1964), присвяченій аналізу й опису соціологічних методів вивчення соціальних процесів, Сікурел ставить перед собою завдання з'ясувати питання не лише про природу соціального знання, а й про його зберігання, активізацію, а також організацію. За Сікурелом, існують три етапи конструювання людьми (суб'єктами) соціальної дійсності. Перший етап — це суб'єктивна організація та класифікація «емпірики» (досвіду) в простих (елементарних) актах «говоріння», другий етап — прояв «теоретичних понять», третій етап пов'язаний із суб'єктивним аналізом (інтерпретацією) розмови або тексту.
Значне місце у вченні Сікурела займає саме аналіз «процедур інтерпретації», зміст яких полягає в суб'єктивному «тлумаченні» розмови (тексту). Фрагменти соціального світу, пояснює Сікурел, постають нам впізнаваними завдяки мові, яка «проявляє» культурні зразки нашого спілкування, впорядковує та структурує його. Підтверджуючи здатність людини творити соціальну реальність, він ототожнює правила інтерпретації останньої з фундаментальними правилами граматики. Вони дозволяють акторові виробляти доречні (зазвичай інноваційні) відповіді на мінливе ситуаційне оточення. Він докладно розглядає можливі «суб'єктивні» механізми доповнення тексту, вплив ситуації на «розмову», спирання на минулий досвід (минуле знання) тощо.
А. Сікурел доводить, опираючись на дослідження відомого лінгвіста Ноама Чомскі, що соціальна структура, яка розглядається зазвичай як продукт взаємодії, насправді є наслідком відносин між «поверхневими» й «інтерпретаційними», або «глибокими» правилами. Перші — це норми соціального життя, які не містять інструкцій з приписування значень оточуючим об'єктам або подіям. Другі — це внутрішня структура перших — «інтерпретаційні правила» (процедури), які є інваріантними властивостями або принципами, підставою існування будь-яких значень і визначають закономірності їх виникнення та функціонування. Ці правила дозволяють приписати значення суб'єктивним правилам, що називаються соціальними нормами.
Американський соціолог вважає їх невід'ємною частиною людського буття, яка не отримується під час навчання та виховання, а, навпаки, є основою будь-якого виховання та навчання. Він не просто постулює це положення, але намагається обґрунтувати його, стверджуючи, що наше сприйняття є об'ємним (багатоаспектним), тоді як наша мова одномірна. Таким чином, людська діяльність може бути представлена як процес «трансляції» (перекладу) чуттєвого сприйняття (завжди більш повного, багатого і глибокого) в лінгвістичні категорії, словесні описи (завжди бідніші й одновимірні). Тому опис події ніколи не буде повністю збігатися з нею самою. А. Сікурел вперше ставить проблему відношення між мовою та сприйняттям, словом і почуттям в настільки ясній та недвозначній формі.

### Контекстуальність знання та його словникові значення
А. Сікурел звертає увагу на той факт, що загальні правила, які функціонують у вигляді цінностей і норм, не містять відомостей про те, як їх використовувати на практиці, застосовувати в кожному окремому випадку. Подібне знання завжди є контекстуальним. Воно виникає в процесі соціальних комунікацій і містить невербалізовані моменти, які визначаються жестами, мімікою, тілесною експресією мовця. Словникові ж значення, незважаючи на їх контекстуально-сенситивне походження, повинні бути спеціально відібрані для вирішення певного завдання мовної взаємодії. У кожному конкретному випадку вони мають значення ad hoc. Тому значення, що містяться в словниках, придатні для вирішення конкретних практичних завдань лише остільки, оскільки той, хто їх використовує, керується не логічними критеріями вибору значень, але сам вирішує, які саме риси комунікативної ситуації виправдовують його лексичний вибір.
Сікурел проводив дослідження нашарування контекстів в різних типах соціальної діяльності, залучаючи, зокрема, інтеракційні, когнітивні, лінгвістичні та інституційні вимірювання. Такий підхід закликає соціологів включати до дослідження контекст самого дослідження, запрошує їх до соціологічної рефлексії з тим, щоб вони змогли найкраще забезпечити контекстуальну валідність своїх даних щодо повсякденних контекстів у повсякденному житті.

### Поняття «народної моделі»
Сікурел, вважав інтерпретацію постійним взаємним процесом, де структурна подібність контексту з іншими відомими подіями («почуття соціальної структури») вкупі з намірами індивіда конструює нову дійсність. Він вводить поняття «народна модель» як суміш загальних і пристосованих до ситуації правил поведінки в різних ситуаціях, способів зберігання, передачі, організації знання. Дані моделі — це культурні зразки для повсякденних дій на практиці. Він вважає, що у кожної людини є вироблена віками, успадкована і набута в процесі виховання база знань, яка бере участь у подальшій їх організації, «тлумаченні» тексту тощо. «Народна модель», таким чином, є способом існування (екзистенції) соціальності. Слідом за антропологами Сікурел вважає «народну модель» когнітивною системою, яка поділяється інтерсуб'єктивно; вона є культурним зразком нашого повсякденного життя. Народна модель — це базове знання, своєрідний феноменологічний «рецепт», який дозволяє зорієнтуватися у світі.

### Зв'язок мікро- та макрорівнів соціальної реальності
З початку 1980-х років А. Сікурел почав по-новому ставити питання про відношення між мікро-і макроаспектами соціальної реальності. На його думку, представники мікросоціології не можуть обмежуватися вивченням соціальної взаємодії як локального і самодостатнього продукту, так само, як теоретики макросоціології не можуть не звертати увагу на мікропроцеси. Кожен з них у підведенні підсумків своїх досліджень буде прагнути усунути макро- та мікро-«перешкоди», на які, тим не менше, частково опирається їхня праця. Запропонована Сікурелом перспектива об'єднання макро-та мікрорівнів визнає одночасно відносну автономію кожного рівня аналізу й намагається врахувати взаємодію різних рівнів. З цією метою вчений висуває оригінальну ідею: члени однієї групи або одного суспільства самі створюють свої власні теорії й методи для здійснення цієї інтеграції між мікро- і макро-, вводячи, таким чином, до своєї повсякденної діяльності сенс інтеграції макро- та мікро-. Робота акторів зі встановлення переходів між макро- та мікро- може бути успішно зрозуміла в цьому випадку за допомогою поняття резюме як методу обробки інформації, який перетворює мікроподії в макроструктури.

## Основна бібліографія
- Cicourel, A. V. Formal semantics, pragmatics, and situated meaning. In Pragmatics at Issue, Vol. 1, edited by J. Verschueren. Amsterdam: John Benjamins (укр. Формальна семантика, прагматика, і ситуативне значення).
- Cicourel, A. V. Cognitive Sociology: Language and Meaning in Social Interaction. — London: Penguin. Free Press, 1974 (укр. Когнітивна соціологія: Мова та значення в соціальній взаємодії).
- Cicourel, A. V., K. Jennings, S. Jennings, K. Leiter, R., Mackay, H. Mehan and D. Roth. Language Use and Classroom Performance. — New York: Academic Press, 1974 (укр. Використання мови та продуктивність у класах).
- Cicourel, A. V. Le Raisonnement Medical. — Paris: Seuil, 2002 (укр. Медичні роздуми).
- Cicourel, A. V. Method and Measurement in Sociology. — New York: Free Press, 1964 (укр. Метод і вимірювання в соціології).
- Cicourel, A. V. and Kitsuse, J.I. The Educational Decision-Makers. — New York: Bobbs-Merrill, 1963 (укр. Освітні прийняття рішень).
- Cicourel, A. V. The Interpenetration of Communicative Contexts: Examples from Medical Encounters // Social Psychology Quarterly. — 1987. — № 50. — р. 217—226 (укр. Інтерпретація комунікативних контекстів: Приклади з медичних зустрічей).
- Cicourel, A. V. Theory and Method in a Study of Argentine Fertility. — New York: Wiley Interscience, 1974 (укр. Теорія та метод у вивченні народжуваності в Аргентині).
- Cicourel, A. V. The Social Organization of Juvenile Justice. — New York: Wiley, 1968 (укр. Соціальна організація правосуддя у справах неповнолітніх).
- Cicourel, A. V. Three Models of Discourse Analysis: The Role of Social Structure // Discourse Processes. — 1980. — № 33. — р. 101—132 (укр. Три моделі аналізу дискурсу: роль соціальної структури).